# Касетоне (Бергамо)
Касетоне је насеље у Италији у округу Бергамо, региону Ломбардија.
Према процени из 2011. у насељу је живело 179 становника. Насеље се налази на надморској висини од 334 м.